# Atlas Entertainment
Atlas Entertainment es una empresa de producción y financiación de cine estadounidense, iniciada por Charles Roven y Dawn Steel en 1995.

## Historia
El 6 de mayo de 2014, Atlas promovió a Curt Kanemoto de ejecutivo de producción a vicepresidente de producción, se unió a Andy Horwitz y Jake Kurily, Topher Rhys-Lawrence de primer asistente a ejecutivo creativo, se unió a Rebecca Roven y Dan Wiedenhaupt y promovió a Patrick Blood de ejecutivo de Atlas a vicepresidente de asuntos legales y de negocios. En diciembre de 2014, Atlas comenzó su filial, una empresa de gestión llamada Atlas Artists, dirigida por Dave Fleming.
Charles Roven y Richard Suckle produjeron la película American Hustle de 2013, por la cual ambos productores fueron nominados para el Premio de la Academia a la Mejor Película. El episodio de 12 Monkeys "Mentally Divergent" también fue nominado para los Cinematography Awards. Atlas también produjo las películas The Whole Truth con Suckle, mientras que Warcraft (estrenada el 10 de junio de 2016) y Batman v Superman: Dawn of Justice (estrenada el 25 de marzo de 2016) con Roven. Uncharted también será producido por Atlas junto con Arad Productions.

## Filmografía

### Películas
| - 1995 - Angus - 1995 - 12 Monkeys - 1996 - The Hamster Factor and Other Tales of Twelve Monkeys - 1998 - Fallen - 1998 - City of Angels - 1999 - Three Kings - 2002 - Rollerball - 2002 - Scooby-Doo - 2004 - The Sex Side of Low Budget Films - 2005 - The Brothers Grimm | - 2006 - Idlewild - 2007 - Live! - 2008 - The Bank Job - 2008 - Get Smart - 2009 - The International - 2010 - The Reef - 2010 - Scooby-Doo! Curse of the Lake Monster - 2011 - Season of the Witch - 2013 - American Hustle - 2016 - The Great Wall | - 2016 - Warcraft - 2016 - Batman v Superman: Dawn of Justice - 2016 - Suicide Squad - 2016 - The Whole Truth - 2017 - Wonder Woman - 2017 - Let There Be Light - 2017 - Justice League - 2019 - Triple Frontier - 2020 - Wonder Woman 1984 - 2020 - Scooby |

### Televisión
- 2014 - 12 Monkeys
- 2018 - Dirty John
- 2019 - What/If